# Ześlizg strażacki

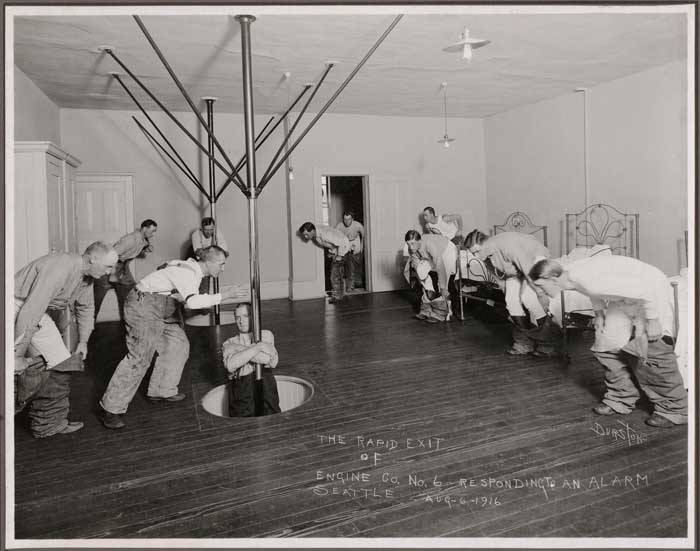
Ześlizg strażacki (Seattle, 1916)

Ześlizg strażacki – rura trwale zamontowana pomiędzy różnymi piętrami remizy strażackiej, która służy do zapewnienia strażakom szybkiego dostępu do garażu. 

## Historia
Ześlizg strażacki został wymyślony przez amerykańskiego strażaka Davida Kenyona w 1878 roku, będącego wówczas kapitanem 21 Kompanii Strażackiej w Chicago. Kenyon odkrył jego potencjał oszczędzania czasu, gdy znajdował się na trzecim piętrze remizy i układał siano dla koni (w tamtym czasie wozy strażackie były konne) z towarzyszem, gdy rozległ się alarm. W pomieszczeniu znajdował się długi drewniany słup używany do zabezpieczania siana podczas transportu. Nie mając szybszej drogi, towarzysz Kenyona chwycił słup i zjechał dwa piętra w dół, docierając przed strażakami biegnącymi po spiralnych schodach (schody były spiralne, aby uniemożliwić koniom wspinanie się). Kenyon przekonał jednostkę straży pożarnej w której służył, do zainstalowania ześlizgu, w formie testu. Ten pierwszy ześlizg był wykonany z sosny ze stanu Georgia. 21 Kompania szybko zyskała reputację najszybciej przybywającej na miejsce pożaru i pomysł się przyjął. W 1880 roku, po tym jak strażak doznał poważnego skaleczenia nogi drewnianym ześlizgiem, straż pożarna w Worcester w stanie Massachusetts udoskonaliła ten pomysł, wykonując ześlizg z metalu. W ciągu dekady ześlizg zastosowano w całych Stanach Zjednoczonych, a następnie rozpowszechnił się on na całym świecie.

## Użycie
Najbezpieczniejszym sposobem na opuszczenie się po ześlizgu jest oparcie się o niego klatką piersiową i objęcie go przedramieniem. Następnie należy skrzyżować nogi wokół ześlizgu, gdyż nacisk nóg reguluje prędkość opuszczania. Nie należy trzymać ześlizgu rękami, ponieważ tarcie może spowodować oparzenia.

## Ryzyko
Ześlizg strażacki może skrócić czas reakcji strażaków o ponad 50%, ale jednocześnie zwiększa ryzyko wypadków. Musi mieć zabezpieczenia na górze, takie jak poręcze lub lekkie osłony, a na dole amortyzację, aby łagodzić lądowanie i ograniczać upadki. W Stanach Zjednoczonych organizacja National Fire Protection Association (NFPA), zaproponowała wyeliminowanie ześlizgu, aby zapobiec urazom, od drobnych, takich jak oparzenia i krwiaki, po złamania kończyn dolnych, a nawet urazy głowy. NFPA proponuje również instalację zjeżdżalni zamiast ześlizgu. Jednym z rozwiązań jest budowa parterowych remiz strażackich.